# Vilna, Alberta
Vilna är en ort i Kanada.   Den ligger i provinsen Alberta, i den centrala delen av landet, 2 700 km väster om huvudstaden Ottawa. Vilna ligger 640 meter över havet och antalet invånare är 249.
Terrängen runt Vilna är platt. Trakten runt Vilna är nära nog obefolkad, med mindre än två invånare per kvadratkilometer.. Det finns inga andra samhällen i närheten. 
Trakten runt Vilna består till största delen av jordbruksmark.